# Rafael Vega
Rafael Vega, född 22 augusti 1951, är en friidrottare från Colombia. Han deltog vid olympiska sommarspelen 1976.